# Joseph Farah
Joseph Farah (Født 6. juli 1954 i Paterson, New Jersey) er en arabisk-amerikansk forfatter, journalist og chefredaktør på den konservative netavis WorldNetDaily (WND).
Hans forældre var af syriske og libanesiske ophav. Hans far, John, var en skolelærer. Han er gift med Elizabeth Farah, og er evangelisk kristen. Farah arbejdede i seks år som nyhedsredaktør på Los Angeles Herald Examiner. Den 22. juli 1990, blev Farah redaktør i Sacramento Union.
Han lancerede WorldNetDaily i 1997. Joseph Farah blev tildelt Washington Times Foundation National Service Award i 1996.
Farah er blandt dem som har stillet spørgsmål om Barack Obama`s status som født statsborger i USA og dermed om han egentlig ret til at være USA's præsident. Farah er en af mange som krævede at Obama skulle fremlægge sin fødselsattest som beviser at han er født i USA.